# District de Blantyre
Pour les articles homonymes, voir Blantyre.
Blantyre est un district du Malawi.
Comme l'indique le recensement de 2018, la population du district de Blantyre est de 451 220 habitants, ne prenant pas en compte la population de Blantyre City.